# Salah El-Dine Nessim
Salah El-Dine Ahmed Nessim (arabisch صلاح الدين نسيم, DMG Ṣalāḥ ad-Dīn Nasīm; * 20. Jahrhundert in Kairo; † unbekannt) war ein ägyptischer Basketballspieler.

## Biografie
Salah Nessim nahm mit der ägyptischen Nationalmannschaft an den Olympischen Sommerspielen 1936, 1948, 1952 teil.
Darüber hinaus gewann er bei der Europameisterschaft 1949 die Goldmedaille. Neben Ägypten gehörten mit Syrien und dem Libanon zwei weitere nichteuropäische Teams dem EM-Teilnehmerfeld mangels eigener kontinentaler Meisterschaften an.